# St.-Michaels-Kirche (Pfofeld)

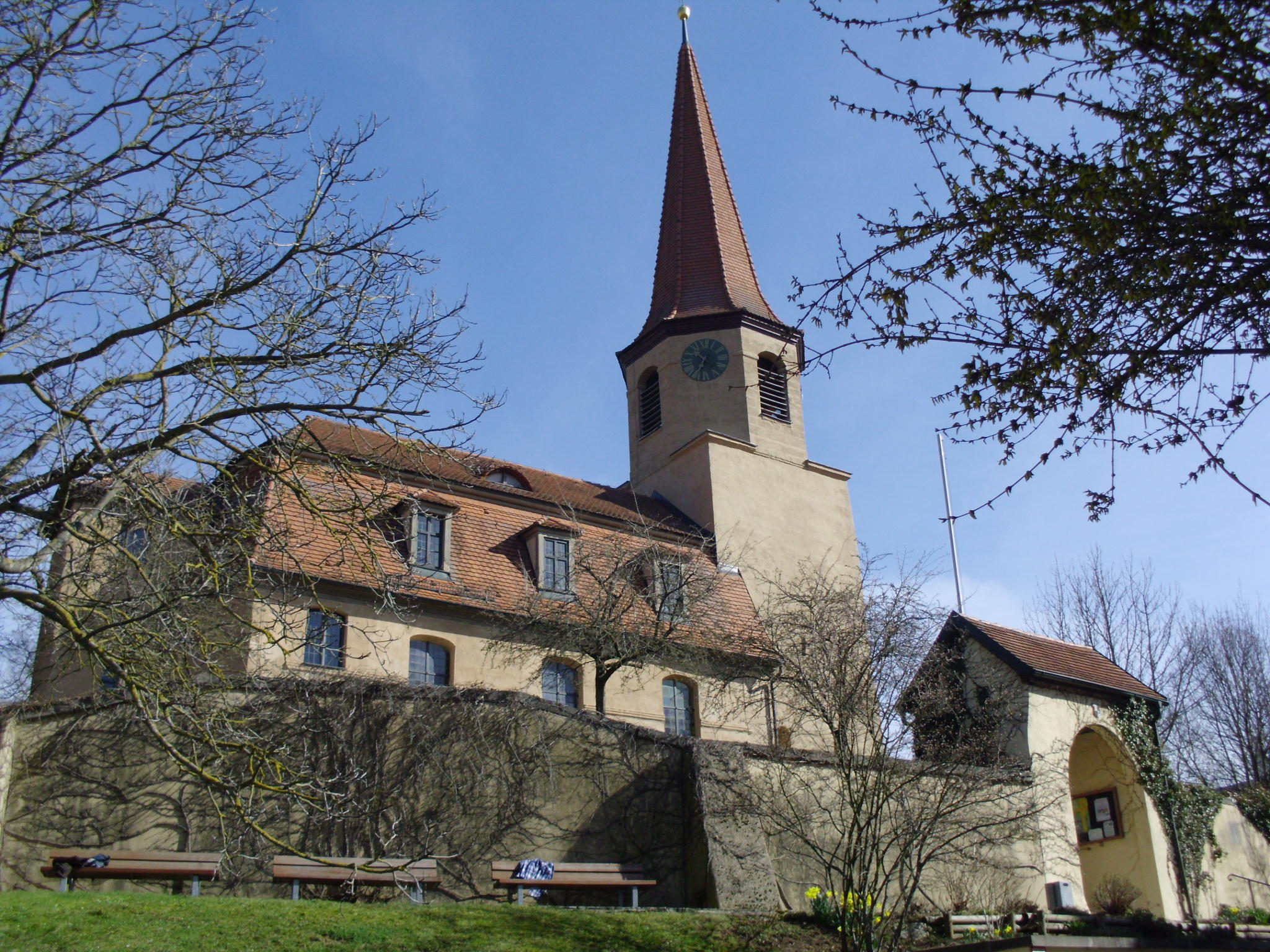
St. Michael von Südwesten

Die evangelisch-lutherische Pfarrkirche St. Michael ist ein Kirchenbau romanischen Ursprungs mit spätgotischen Fresken in Pfofeld im mittelfränkischen Landkreis Weißenburg-Gunzenhausen. Sie steht erhöht im nordöstlichen Bereich des Ortes.

## Baugeschichte

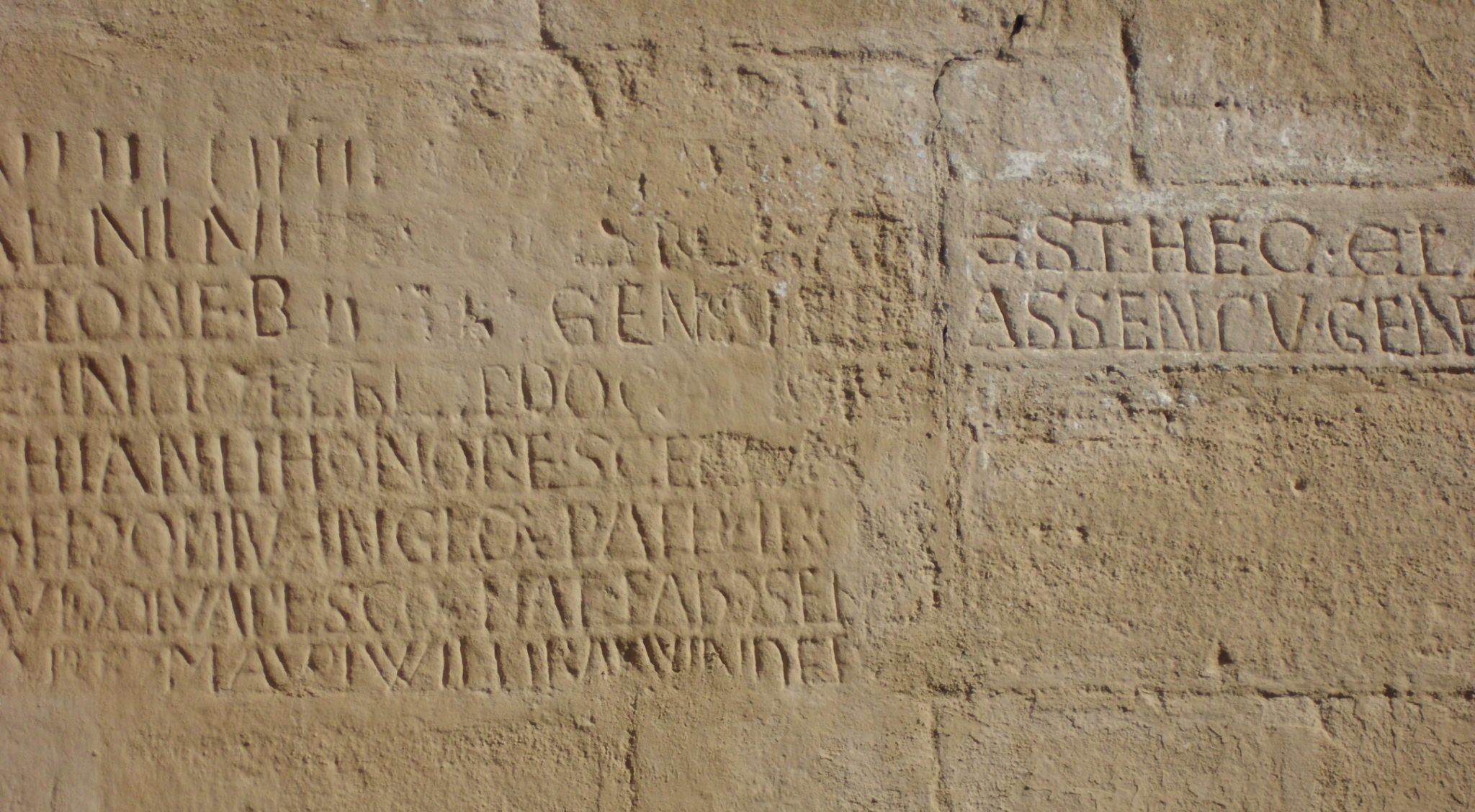
Lateinische Weihe-Inschrift auf der Südseite

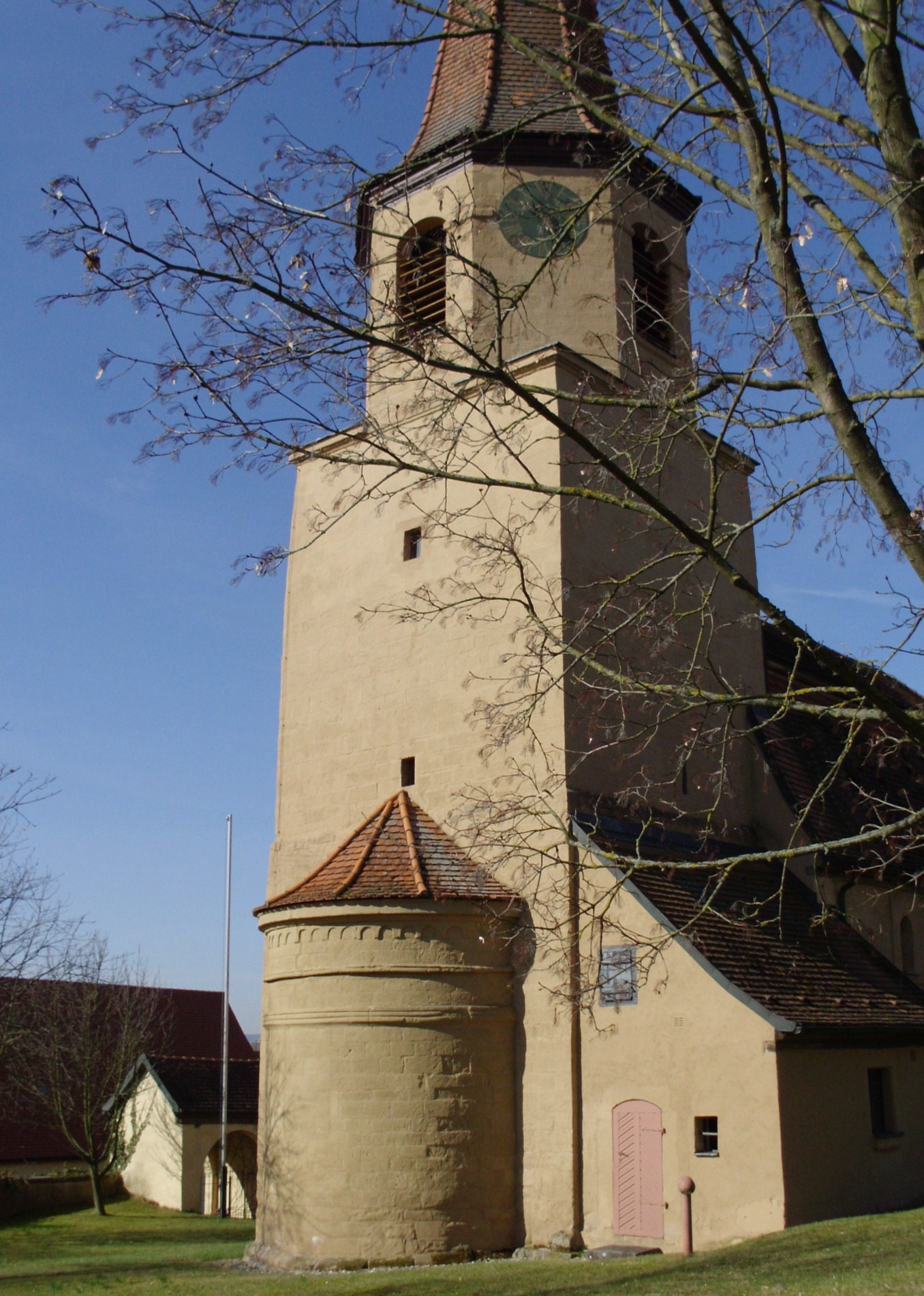
Ostansicht mit der romanischen Apsis

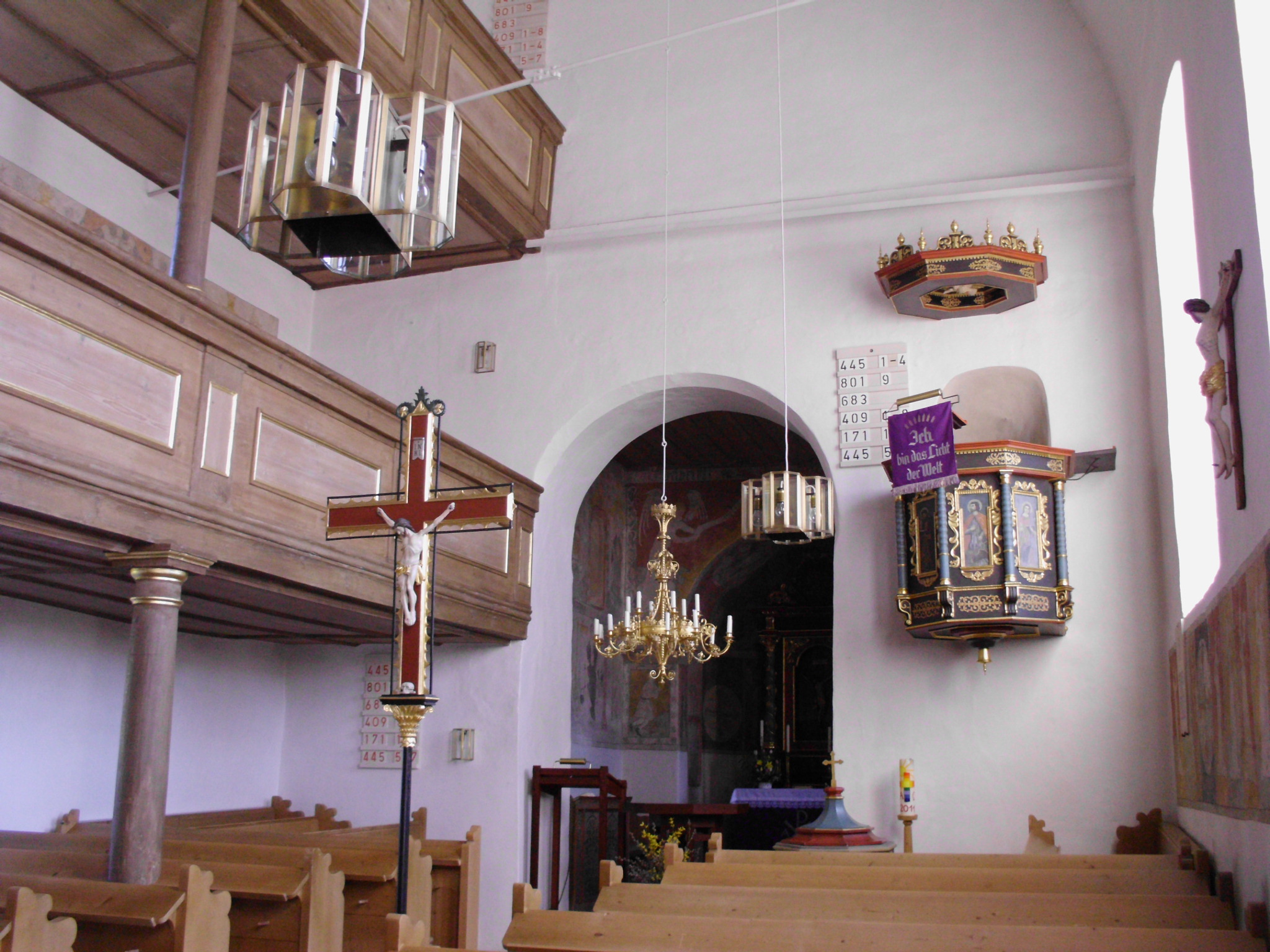
Kircheninneres, Blick nach Osten

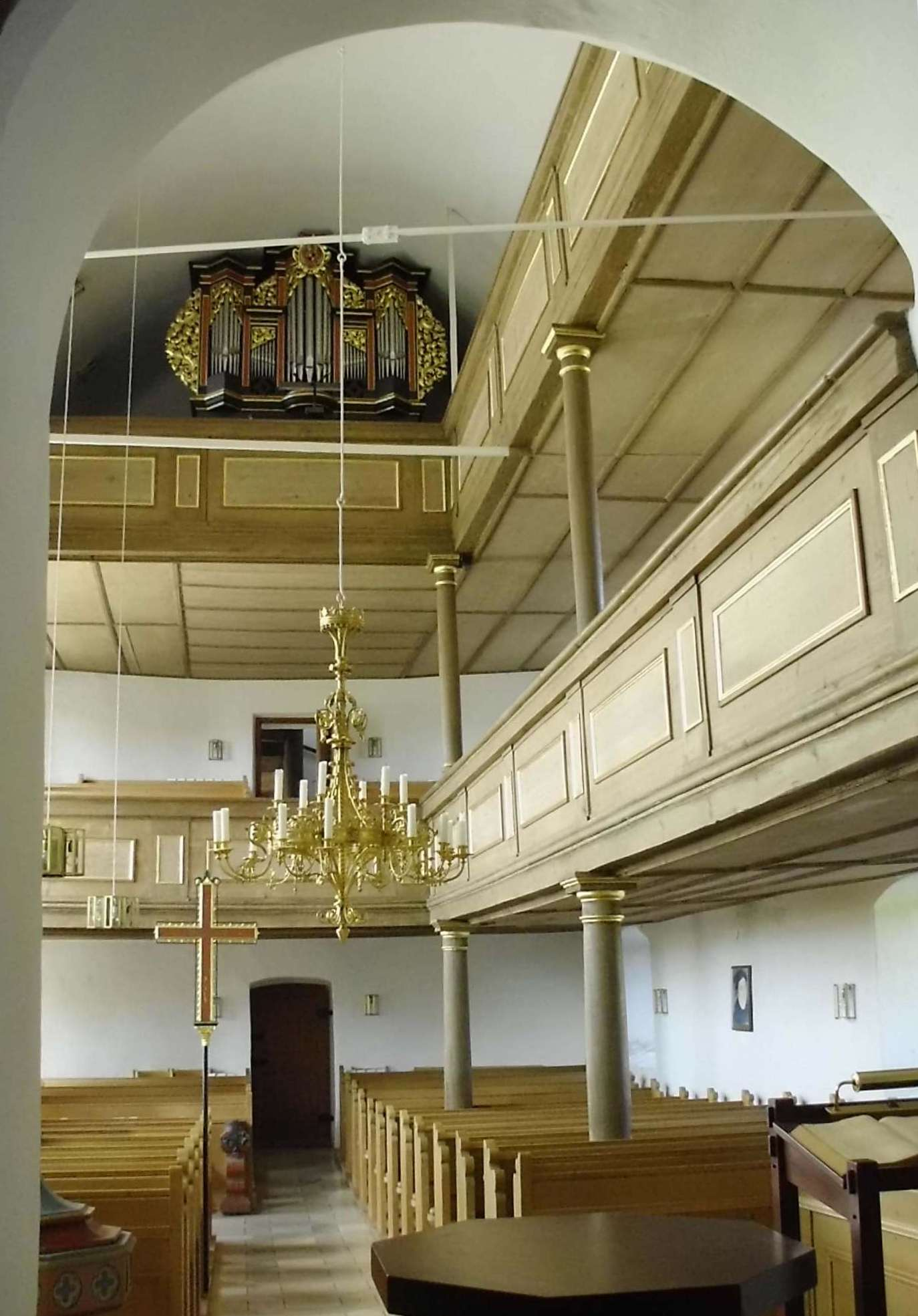
Kircheninneres, Blick nach Westen

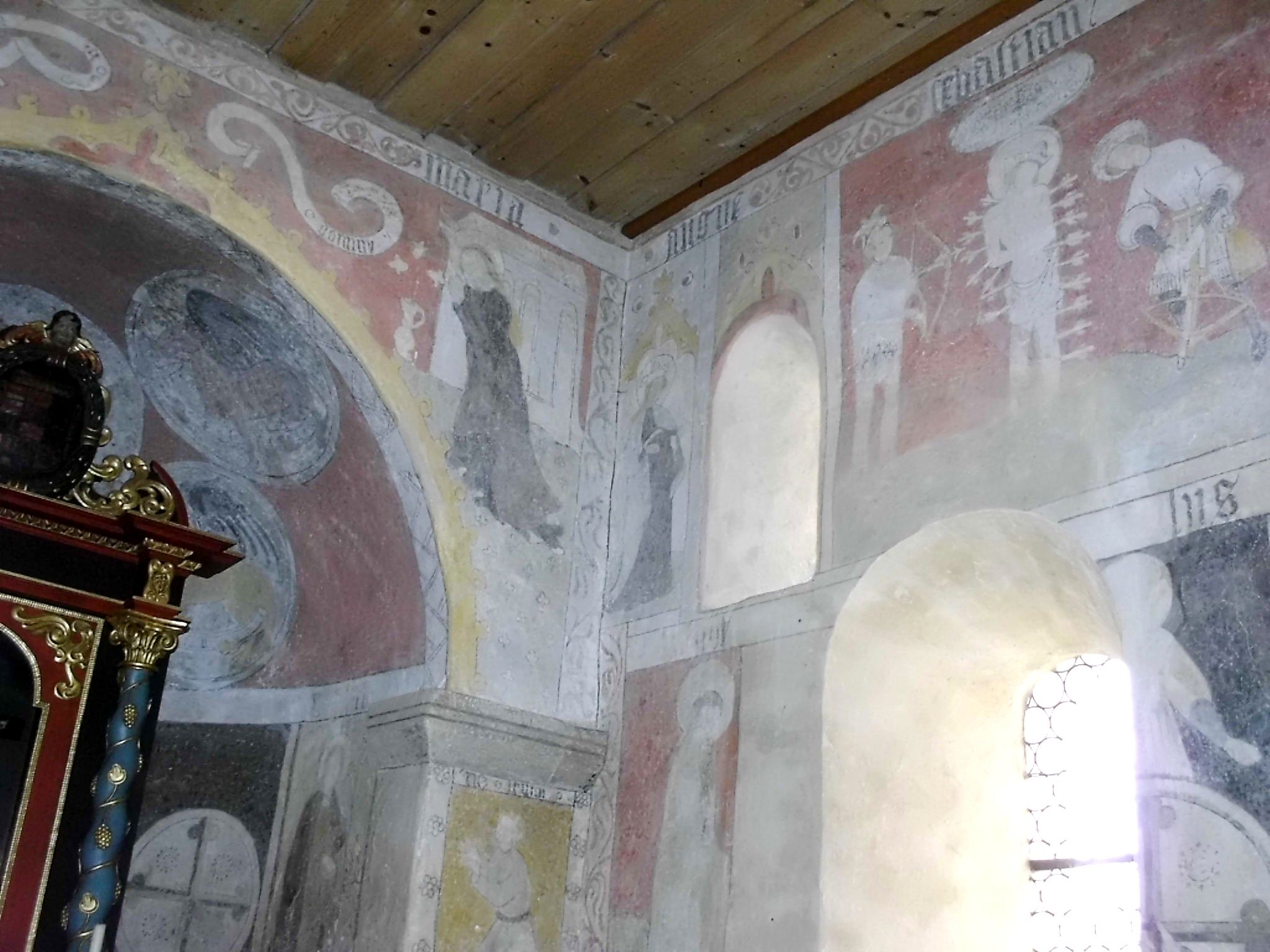
Spätgotische Fresken im Chor

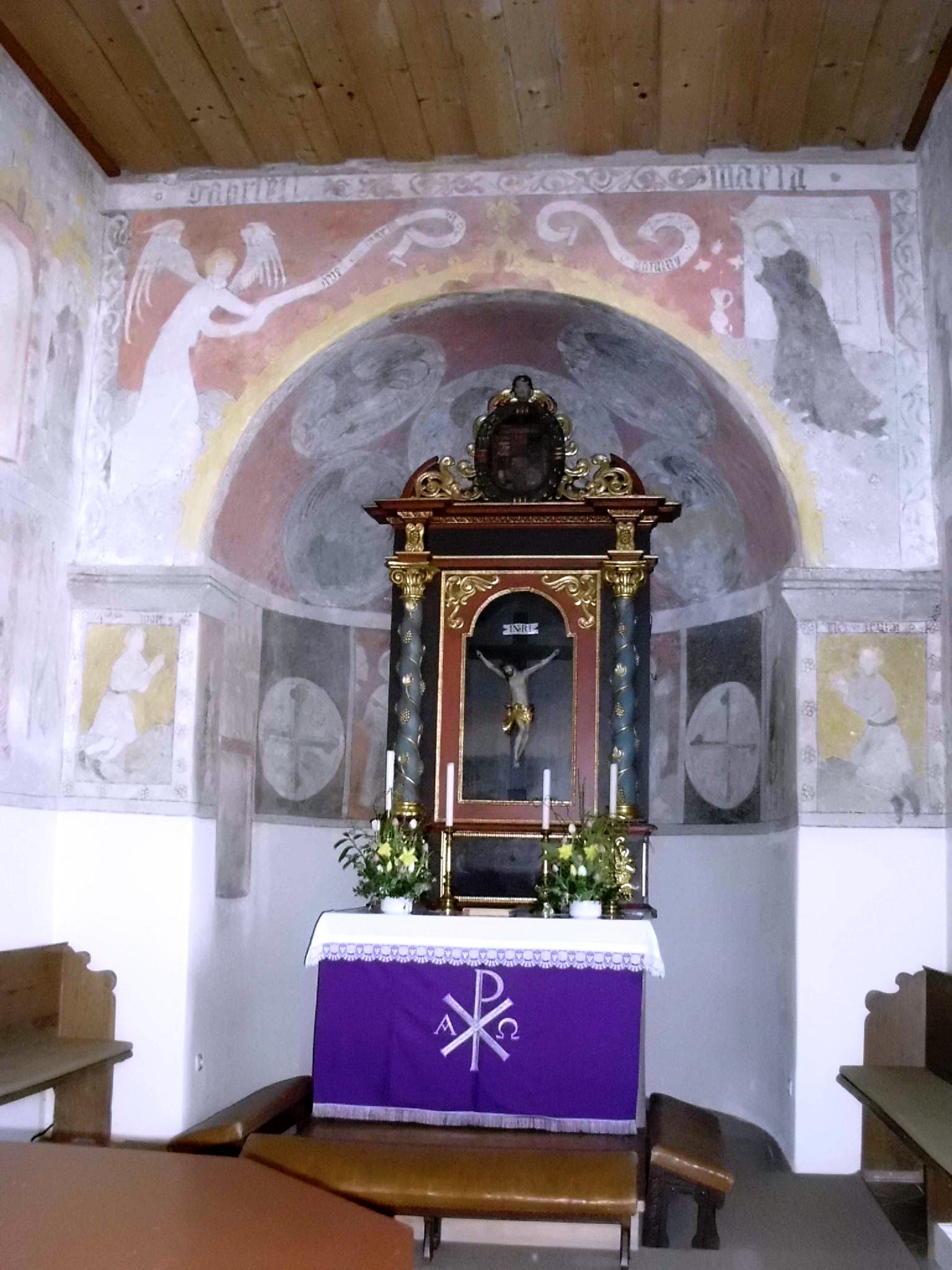
Der Altar mit den Apsisfresken

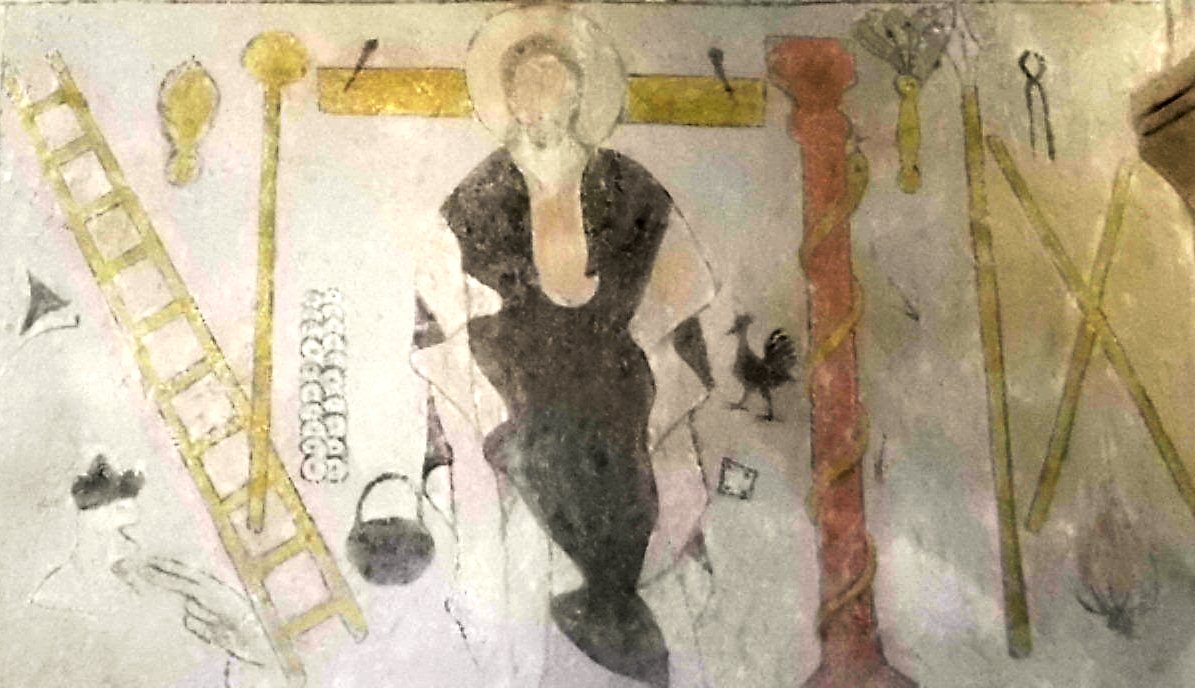
„Arma-Christi“-Fresko

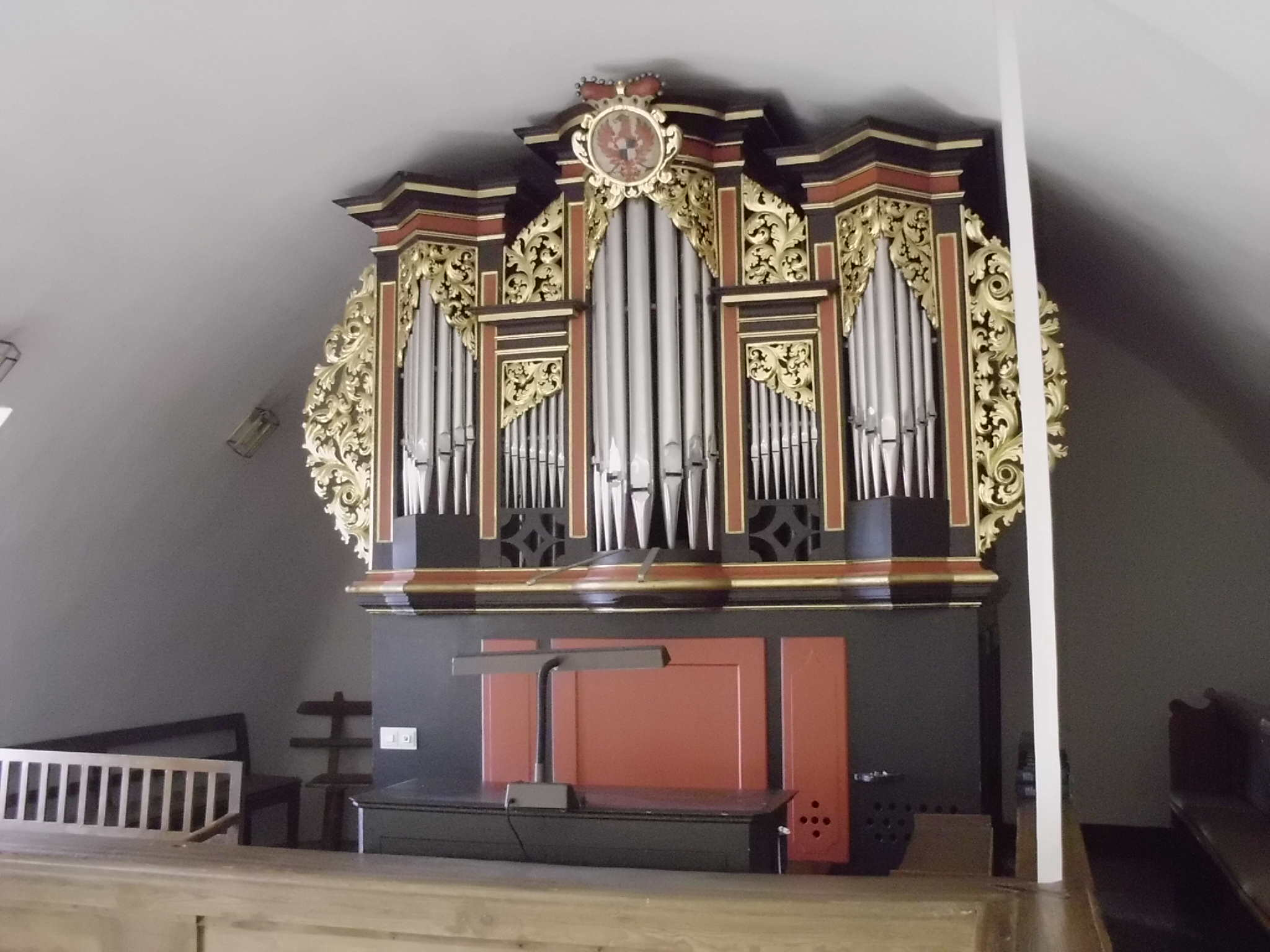
Orgel auf der oberen Westempore

Die Kirche wurde um 1130 erbaut, wie aus einer längeren, allerdings beschädigten und unvollständigen Weiheinschrift rechts neben dem Kirchenportal zu schließen ist. Demnach konsekrierte Bischof Otto I. von Bamberg die Kirche mit Zustimmung des Bischofs Gebhard II. von Eichstätt, in dessen Diözesangebiet Pfofeld lag. Das Datum ist in der Inschrift unvollständig, kann aber mittels der Lebensdaten der beiden Bischöfe auf 1125 bis 1138 eingegrenzt und schließlich als 1. November 1134 interpretiert werden. Noch im gleichen Jahr dedizierte Bischof Geb(e)hardus als „episcopus parrochianus“, als zuständiger Diözesanbischof, die Kirche. Von den Weihetiteln ist der erste nicht mehr lesbar, bezog sich wahrscheinlich auf Maria, vielleicht auch auf das hl. Kreuz. Danach werden als Weihetitel genannt der Erzengel Michael, alle heiligen Engel, Petrus und Paulus und alle Apostel, die heiligen Märtyrer Fabianus und Sebastian, der hl. Maurus (Lieblingsschüler des hl. Benedikt von Nursia) sowie die Eichstätter Diözesanheiligen Willibald und Wunibald, alle drei Mönche.
Die Chorturmkirche der Romanik wurde erst im 18. Jahrhundert verändert und umgebaut. Im Jahr 1722 wurde der Torbau an die Südseite des Langhauses angesetzt. Das Langhaus wurde 1734 nach Westen erweitert und erhöht. Die ursprüngliche Flachdecke wurde durch ein Tonnengewölbe ersetzt. Besonders auf der Südseite des Langhauses wurden große Fenster eingebrochen und der westliche Emporenaufgang zu den ebenfalls in dieser Zeit eingezogenen Doppelemporen im Westen und an der nördlichen Langhauswand angebaut. Um die Mitte des 18. Jahrhunderts erhielt die Kirche eine Barockausstattung. Im späten 18. Jahrhundert wurde die Sakristei an die Nordseite des Chores angebaut. Im Jahr 1793 wurde auf den romanischen Turm ein Oktogon aufgesetzt und mit einem Spitzhelm abgeschlossen. Bei der Renovierung im Jahr 1976 wurden unter anderem romanische Rundbogenfenster wieder freigelegt.
Um 1538 setzte die Reformation ein; seitdem ist die Kirche eine evangelisch-lutherische Pfarrkirche, die für diesen Zweck entsprechend umgestaltet wurde.

## Baubeschreibung
Es handelt sich um eine aus Sandstein errichtete Chorturmanlage mit kleiner Ostapsis am Untergeschoss des im Osten stehenden quadratischen Kirchturms. Dieser hat als drittes Geschoss ein aufgesetztes Oktogon mit Wechsel von Schallöffnungen und Uhrblättern und mit einem Spitzhelm als Abschluss. Die Apsis ist halbrund ausgeführt und zeigt außen unter dem Dachgesims einen Rundbogenfries und darunter zwei teilweise profilierte Gurtbänder sowie ein Sockelprofil aus einfacher Schräge. Ein wohl im 18. Jahrhundert in die Apsis ausgebrochenes Fenster ist heute wieder vermauert, und das untere Gurtband ist wieder ergänzt. Der Chor im Turmuntergeschoss ist flachgedeckt, das vierachsige Langhaus ist tonnengewölbt und mit einem von Dachgaubenfenstern unterbrochenen Mansarddach versehen. Der Westabschluss ist „leicht ausgebaucht“. An ihm befindet sich ein von außen und von innen zugängliches Treppentürmchen für die Emporen.
Das Kirchengebäude ist von einer hohen Friedhofsmauer umgeben, die auf der Südseite ein mit rundbogigen Durchgängen ausgestattetes Torhäuschen von 1722 aufweist. Im 20. Jahrhundert wurde der Friedhof an andere Stelle verlegt.

## Fresken
Im Chor, am Chorbogen der Apsis, in der Apsis und an den beiden Langhauswänden sind nach 1945 Wandmalereien aus der Mitte des 15. Jahrhunderts, der Zeit der Spätgotik, durch Putzabnahme freigelegt worden. Der Freskenzyklus stellt eine Art Bilderpredigt dar. In der Halbkugel der Apsis sind die vier Evangelistensymbole um das Christuslamm herum dargestellt. Den Chorbogen an der Apsis schmückt ein Fresko von 1430/40, das die Verkündigungsszene zeigt, darunter findet sich rechts und links je eine Stifterfigur. An der Nordwand des Chores ist der Erzengel Michael als Seelenwäger und mit einem Schwert dargestellt. Begleitfiguren des Freskos sind die hl. Kaiserin Helena und die hl. Apollonia. Weitere Fresken zeigen Christus mit seinen Leidenswerkzeugen (an der Nordwand), das Martyrium des hl. Sebastian (an der südlichen Chorwand), die hl. Mauritius, Oswald und Ursula von Köln. An der Langhaussüdwand sind die klugen und törichten Jungfrauen zu sehen, jeweils fünf an der Zahl, aus dem Gleichnis Jesu, unterteilt von Apostelkreuzen.

## Ausstattung
- Zweisäuliger Barockaltar von 1753 mit dem Wappen des Landesherrn Markgraf Carl Wilhelm Friedrich im Aufzug. Statt eines Altarbildes ist in einem Nischenrahmen ein spätgotisches Kruzifix (um 1520) angebracht.[14]
- Kanzel an der Chorwand rechts von 1753; polygoner Korpus mit Ecksäulen, die die Bilder der vier Evangelisten flankieren.[15] Unter dem verzierten Schalldeckel die Heilig-Geist-Taube. Treppenaufgang zur Kanzel vom Chor aus.
- Kruzifix an der Südwand aus der Mitte des 18. Jahrhunderts.[16]
- Orgel von 1753; fünfteiliger Prospekt, mit Akanthuswerk geschmückt.[17] 1888 neues Werk von G. F. Steinmeyer & Co. (Opus 338) mit mechanischen Kegelladen.
- Die älteste Glocke im Turm stammt von 1569 (von Glockengießern zu Nürnberg).[18]